# 郴州站
郴州站位于中国湖南省郴州市北湖区解放路1号、京广线K1895+670处，于1936年启用，为广州局集团衡阳车务段下辖的客运一等站。经过铁路有京广铁路。

## 历史
郴州站于1936年6月随当时的粤汉铁路建成启用，当时名为郴县站。建成初期站内设到发线3条、存车线2条、货物线2条、旅客站台2座和一栋面积361平方米的站房。而车站周围为一片空地，距离郴州县城有二三华里路，当地人管这里叫“半边街”。
1956年车站更名为郴州站，隶属广州铁路局管理。1958年车站的二站台被拆除并被改建为两条到发线；1970年，又增修5股道货物线。至1984年，车站设有面积3259平方米的站房一座，货场建有货物仓库10个、雨棚3个、露天货物场4个，总面积10532平方米。

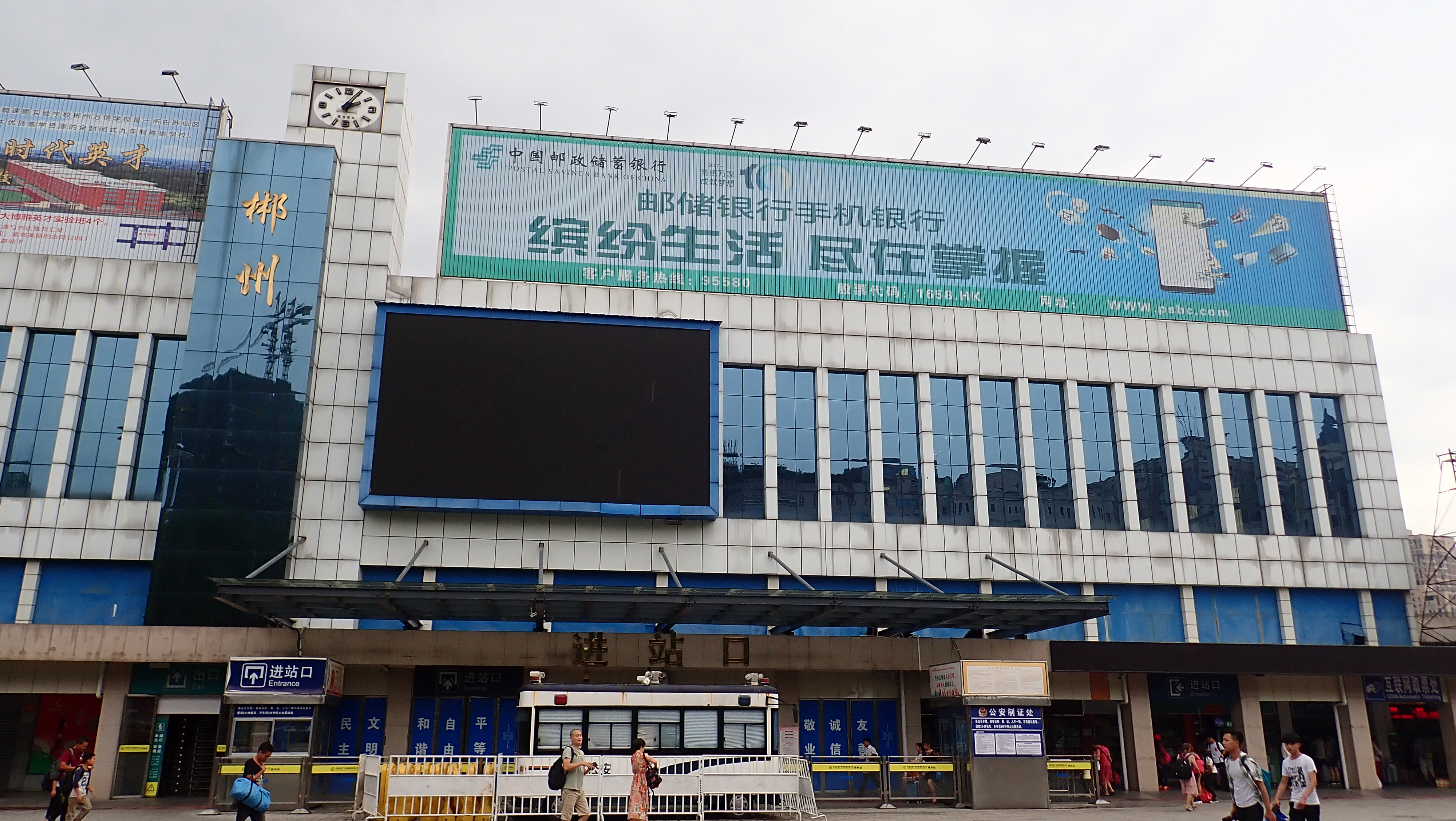
1988年建成的车站站房（2019年）

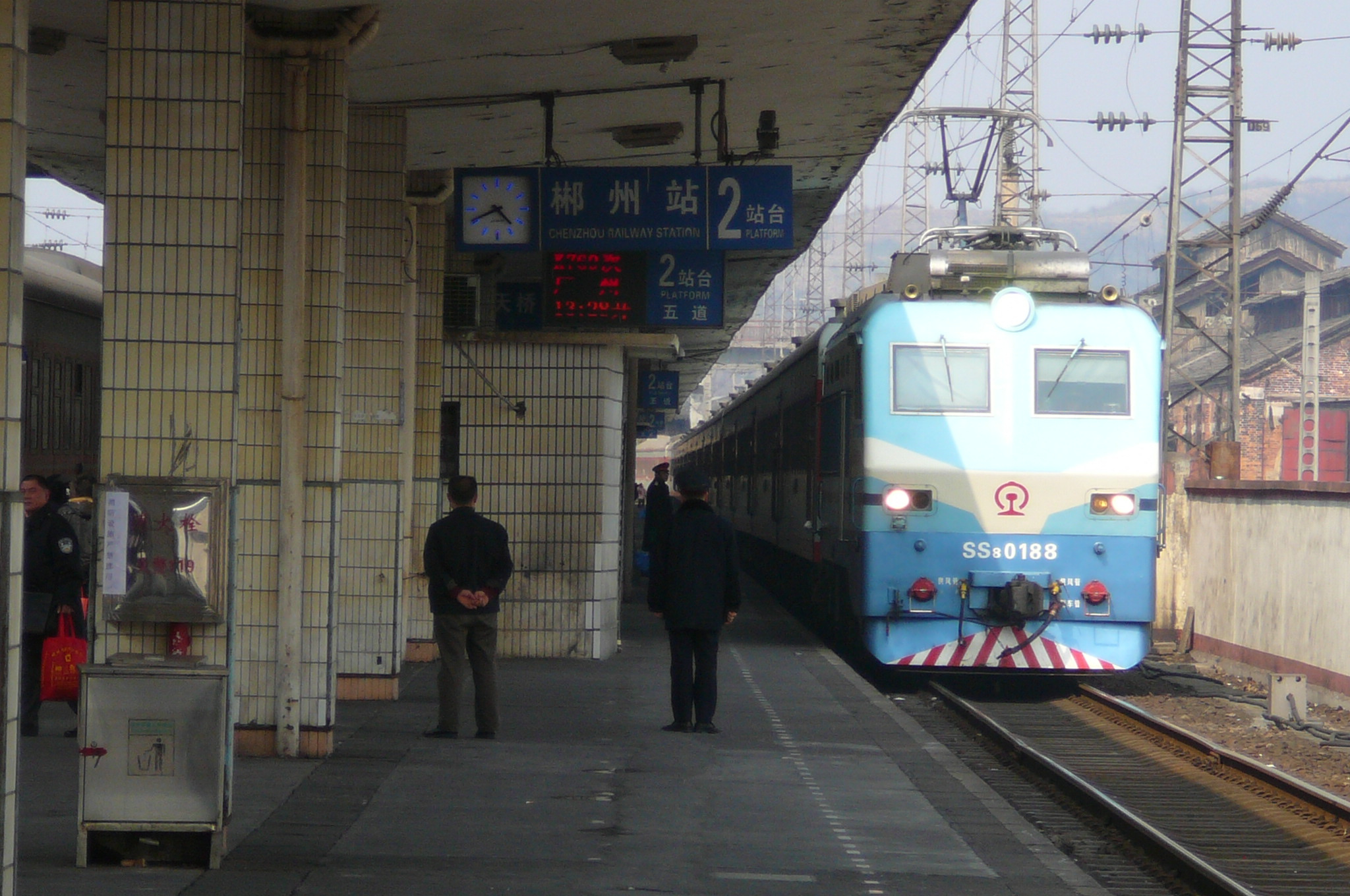
郴州站2站台（2011年）

1985年代衡广复线改造时在铁路部门官庄坪新建北运转场和货场，原郴州站改为客站。1986年2月北运转场中的到发场建成并开始办理无调作业列车；1987年2月调车场建成投用，自此郴州站原有南场办理的调车业务全部改由建成后北场进行解编作业，同时原在1958年新增的到发线被恢复为第二站台。车站旧站房于1987年4月拆除重建，1988年10月郴州站新站房投入使用，面积5575平方米。售票处设有8个售票窗口。站房内设有3座候车室，设有“福之窗”咨询服务台；同时站场向北延伸1华里左右，位于北场的货场交付使用，分担梆州老站部分整车货物的装卸任务。1989年郴州-韶关段实现电气化。
为方便窄轨的郴嘉铁路与国铁换装，郴嘉铁路建设部门于1986年在郴州站北场西侧新建交接站，内设3条股道，1989年5月1日开通使用。
郴州车站原为广铁集团下辖的直属车站，2005年12月和原郴州车务段、原衡山车务段衡阳以南5站和原耒阳车站重组为新的郴州车务段；同时郴州机务段划归株洲机务段管理。2010年10月21日，郴州车务段又和原衡阳直属站及原永州车务段重组为衡阳车务段。
2012年车站开行始发往白石渡的通勤列车8629/8630次列车。
2014年车站站前广场进行提质改造工程，并于同年11月完工。
2020年9月起本站實施改善工程，计划扩建既有站房、加高车站站月台、改善月台雨棚及增建行人天桥，预计於2021年9月竣工。2021年4月10日起至8月10日，本站暫停辦理客运业务以进行改善工程，期間所有列車暫不停靠本站。车站站台、出站口以及基础设施设备改造预计于8月10日完工，8月11日起利用改造完成的站场设施和临时候车室恢复办理客运业务；而新站房则于11月8日投用。

## 车站结构

### 站房
郴州站目前使用站房于2021年投入使用，面积8600余平方米，外立面为汉唐复古建筑风格。售票厅内设有3个售改退窗口、1个售改窗口、1个无障碍售票窗口和10台自动售取票。候车厅位于站房中部的一、二层，共有候车座椅1726个，另设有母婴、软席候车室等设施。

### 站场
郴州站设有南北两个站场，两场间隔2千米，共设25条股道。其中南场为客运站场，设有2台5线，包括3条到发线和2条正线，1座侧式站台和1座岛式站台。两座站台被总长为736米的雨棚覆盖。
郴州站设有南北两座货场：其中南货场位于客场西北侧，主要办理整车怕湿货物、集装箱、笨重货物的发到；北货场位于货到场西侧，主要办理整车怕湿货物、散堆装货物的发到。车站设有通往湖南银光炭素、郴北储运公司、郴北储运有限公司联北和株洲机务段郴州（京广线南）运用车间的专用线。
| 东↑ |      |                                                 |  |
| 5道 | 3    | 到发线                                          |  |
|     | 岛式 |                                                 |  |
| 3道 | 2    | 到发线                                          |  |
| Ⅰ道 |      | （许家洞站、北场）京广铁路 下行正线（郴州南站） |  |
| Ⅱ道 |      | （许家洞站、北场）京广铁路 上行正线（郴州南站） |  |
| 4道 | 1    | 到发线                                          |  |
|     | 侧式 |                                                 |  |
| 西↓ | 站房 | 售票、进站口、候车、检票口、出站                |  |

## 重大事故
2009年6月29日2时31分，郴州站发生列车相撞事故：K9017次列车在郴州站停车时，由于车厢制动失效，导致列车冲出站台并挤坏118号轉轍器，以55公里/小时的速度与邻道正在开出的K9063次列车发生侧向冲撞，造成3人死亡，63人受伤，线路中断17小时。

## 运营状况
郴州站办理旅客乘降及行李、包裹托运业务，每日有近200趟列车停靠。除了一般的旅客列车外，郴州站每日还开行一对始发往京广铁路湖南段最南车站白石渡站的通勤列车8629/8630次列车。
货运办理整车普通货物和二十英尺集装箱普通货物的发到业务，营业厅位于火车站北侧200米处，主要到发货品类别为化肥、汽柴油、粮食，集装箱、金矿和非矿类。